# N-Phenylglycin
N-Phenylglycin ist eine chemische Verbindung aus der Gruppe der Aminobenzole und Aminocarbonsäuren.

## Gewinnung und Darstellung
N-Phenylglycin kann durch Reaktion von Anilin und Chloressigsäure hergestellt gewonnen werden. Es kann auch aus Anilin, Formaldehyd, Natriumhydrogensulfit und Blausäure mit anschließender Verseifung des Nitrils Anilinoacetonitril hergestellt werden.

## Eigenschaften
N-Phenylglycin ist ein farbloser bis beiger geruchloser Feststoff, der wenig löslich in Wasser ist. Er gibt mit Alkalihydroxiden wasserlösliche Salze. Es ist ein selektiver Antagonist von metabotropen Glutamat-Rezeptoren.

## Verwendung
N-Phenylglycin ist ein Zwischenprodukt bei der Synthese von Indigo nach der Heumannschen Indigosynthese. Sie wird auch in Synthesen von Arzneistoffen eingesetzt, dient zur Herstellung von photosensiblen Schichten auf lithographischen Druckplatten und ist eine Komponente in flüssig-kristallinen Filmen. Die Verbindung wird auch in Zahnfüllungsmaterialien und Haftmitteln eingesetzt.